# 吉川経氏
吉川 経氏（きっかわ つねうじ）は、南北朝時代から室町時代にかけての武士。近江守。石見吉川氏5代当主。
石見吉川氏は藤原南家工藤氏の流れを汲む吉川氏の庶流。父は吉川経世。子に経義、近習丸。
建徳2年/応安4年（1371年）12月26日、父の経世から石見国邇摩郡の津淵村、鳴滝村、向津の所領を譲り受ける。天授6年/康暦2年（1380年）12月27日、地頭職を得て近江守に任じられた。